# Кевін Стівенс
Кевін Стівенс (англ. Kevin Stevens; 15 квітня 1965, м. Броктон, США) — американський хокеїст, лівий нападник.
Виступав за Бостонський коледж (NCAA), «Піттсбург Пінгвінс», «Маскегон Фьюрі» (ІХЛ), «Бостон Брюїнс», «Лос-Анджелес Кінгс», «Нью-Йорк Рейнджерс», «Філадельфія Флайєрс».
В чемпіонатах НХЛ — 874 матчі (329+397), у турнірах Кубка Стенлі — 103 матчі (46+60).
У складі національної збірної США учасник зимових Олімпійських ігор 1988 (6 матчів, 1+3); учасник чемпіонатів світу 1987, 1990 і 1996 (26 матчів, 10+6).
Досягнення
- Володар Кубка Стенлі (1991, 1992)
- Учасник матчу всіх зірок НХЛ (1991, 1992, 1993)